# تثلث الصبغي 8
تثلث الصبغي 8 هو اضطراب يصيب البشر ناجم عن وجود ثلاث نسخ ( تثلث الصبغي ) من كروموسوم 8 . يمكن أن تظهر مع أو بدون الاصباغ. وتسمى أحيانا تثلث الصبغي 8 بمتلازمة وركني (Warkany )أو متلازمة (Warkany 2).

## الاعراض والخصائص
تثلث الصبغي 8 يسبب آثارا شديدة على الجنين ويمكن أن يكون سبب الإجهاض . استكمال تثلث الصبغي 8 هو عادة ما يكون حالة قاتلة في وقت مبكر، في حين تثلث الصبغي 8 الأصباغ أقل حدة والأشخاص الذين يعانون من انخفاض نسبة الخلايا المتضررة قد يحمل مجموعة من شذوذ خفيف نسبيا وتأخر في النمو الجسدي. الأفراد مع الأصباغ 8 تريسمي هم أكثر عرضة البقاء على قيد الحياة في مرحلة الطفولة والبلوغ، ويحمل نمط مميزة ومعترف بها من تشوهات النمو. النتائج شيوعا تشمل المتخلفين التنمية الحركية، معتدلة إلى تخلف عقلي شديد، وأنماط النمو المتغير الذي يمكن أن يؤدي إلى قصر القامة إما بشكل غير طبيعي أو طويل القامة، وجه التعابير، والعضلات والعظام كثيرة، الحشوية، وتشوهات في العين، فضلا عن غيرها من الحالات الشاذة . ويعتبر ثلم عميق أخمصي أن يكون اصم من هذا الشرط، وخصوصا عندما ينظر في الجمع مع غيرها من الميزات المرتبطة بها. نوع وشدة الأعراض تعتمد على مكان ونسبة الخلايا 8 تريسمي مقارنة مع الخلايا .

## الأسباب
تثلث الصبغي 8 الأصباغ يؤثر مناطق واسعة من كروموسوم العديد من الجينات 8 الذي يتضمن، ويمكن أن تكون مرتبطة مع مجموعة أوحت أو أعراض.فمثلا تثلث الصبغي 8 يرتبط مع ابيضاض الدم (leukemia) الحاد، كما يلاحظ في السرطان المعروف باسم لمفوم بيركت (BL) Burkitt’s lymphoma. كما يرتبط التثلث الصبغي 8 بمتلازمة روثمان تومسون والتي تسمى أيضا باسم الضموري تبكل مع الساد الولادي أو تبكل، وهو اضطراب وراثي المرتبطة مع الكروموسوم 8q24.3. «ويتميز بضمور الجلد، وتوسع الشعيرات، فرط ونقص التصبغ، تشوهات الهيكل العظمي الخلقي، قصيرة القامة، الشيخوخة المبكرة، ورفعت من مخاطر مرض خبيث».
ومن الأسباب المكتشف عنها لحدوث التثلث الصبغي 8 هو نقص في إنتاج عامل التخثر السابع بسبب خلل في تنظيم عامل الجينات 7 (F7R) تعيينها إلى p23.1-8p23.3. [5. تم العثور مؤخرا أيضا على تثلث الصبغي 8 في بعض الحالات من سرطان الدم النخاعيالمزمن، ويحتمل نتيجة لعدم الاستقرار الناجم عن النمط النووي BCR: ABL في جينات الانصهار .